# Звертів
Зве́ртів — село у Львівському районі Львівської області. Належить до Куликівської селищної громади. Село вперше згадується в історичних документах за 1358 рік. У Звертові знаходиться дерев'яна церква св. Симеона 1775. Церква належить до УГКЦ.

## Історія
Звертів (пол. Zwertów, Zwartów) — село, належало до Жовківського повіту, 18 км на пд.-сх. від Жовкви, 7 км на схід від Куликова. На пд.-зах. лежать Сулимів і Віднів, на пн.-зах. Артасів, на пн. Зіболки, на схід Жовтанці, на пд.-сх. Ременів (Львівський повіт). Північною частиною території села пропливає потік Жовтанецький. В 1890 році було 104 будинки, 733 жителів в гміні, 2 будинки, 8 жителів на території двору. (688 греко-католиків, 33 римо-католики, 20 ізраелітів; 725 русинів, 16 поляків). Парафія римо-католицька була в Куликові, греко-католицька була в селі, куликівського деканату, перемишльської дієцезії. В селі була церква Св. Симона і однокласна школа. В документах з XIV ст. село називається Wszwarthow, в 1578 році Zwartow. В 1469 році якийсь Подвіржбецький (з Подвербців) надає документ про надання «regis Casimiri antiqui» (Каземира Великого) на село «W szwarthow in districtu Lamburgiensi». В 1570 році платив тут Ян Озігалка від 5,5 ланів, 8 загродників, 5 комірників.

## Населення

### Мова
Розподіл населення за рідною мовою за даними перепису 2001 року:
| Мова       | Кількість | Відсоток |
| ---------- | --------- | -------- |
| українська | 438       | 99.32%   |
| російська  | 2         | 0.45%    |
| білоруська | 1         | 0.23%    |
| Усього     | 441       | 100%     |

## Відомі особи
- Войтович Владислав Анатолійович (25.07.1997 - 05.04.2022) - солдат ЗСУ, уродженець с. Знамирівка, Луцького району, Волинської області. Загинув поблизу м. Попасна, Сєвєродонецького району, Луганської області.
- Рубель Андрій Степанович (02.10.1983 - 13.10.2023) - солдат ЗСУ, загинув поблизу с. Роботине, Пологівського району, Запорізької області.